# Бевилаква, Джованни Карло
Джованни Карло Бевилаква, Джан Карло Бевилаква (итал. Giovanni Carlo Bevilacqua, Gian Carlo Bevilacqua; 1775, Венеция — 28 августа 1849, Венеция) — итальянский живописец венецианской школы неоклассического направления.

## Биография
Джованни Карло происходил из семьи скромного происхождения, но, благодаря связям своих родителей, получил хорошее художественное образование. Он был учеником Лодовико Галлины и Франческо Маджотто. Как ученик Пьяццетты, он в очень юном возрасте вызвал восхищение герцога Фердинандо, выиграв приз на конкурсе, объявленном Академией изящных искусств Пармы. Однако он всегда оставался связан с Венецией и местной Академией искусств, где стал преподавателем.
Джан Карло Бевилаква был очень активен во время правления Наполеона. Для императора он расписывал фресками Прокурацию, виллу Пизани в Стра и Палаццо Лоредан (фреска «Наполеоновская аллегория»). Позднее он посвятил себя созданию произведений для частных лиц и некоторых приходов, обычно в области Венето, создав в общей сложности не менее девятисот картин.
Многое о его жизни и творчестве изложено в его «Автобиографии» 1848 года.